# Korakl

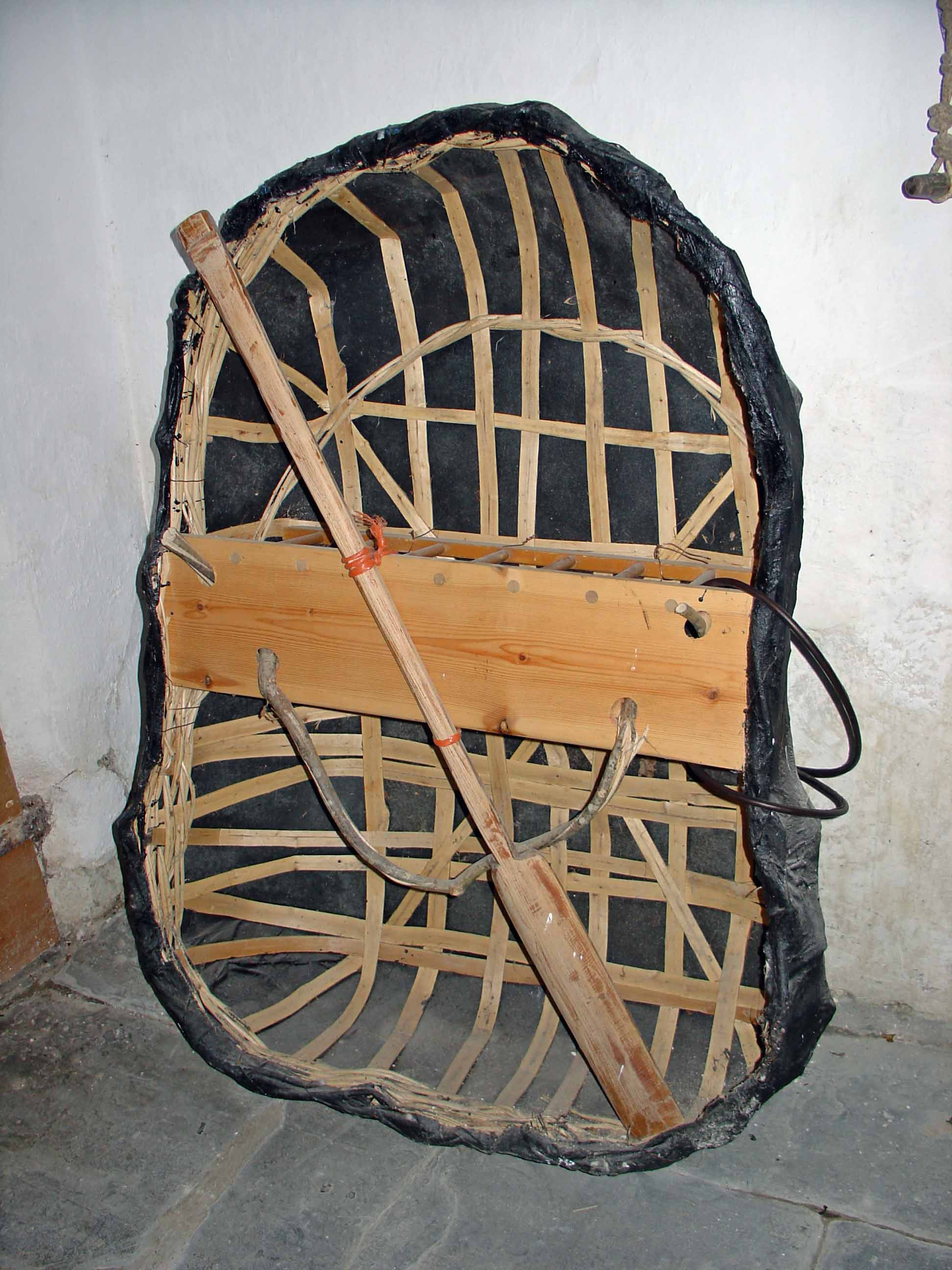
Prostokątny korakl, o kształcie typowym dla rzeki Teifi, z charakterystycznym wiosłem

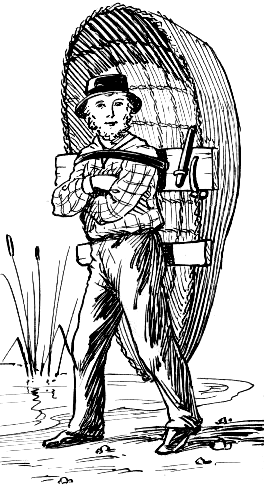
Transport korakla

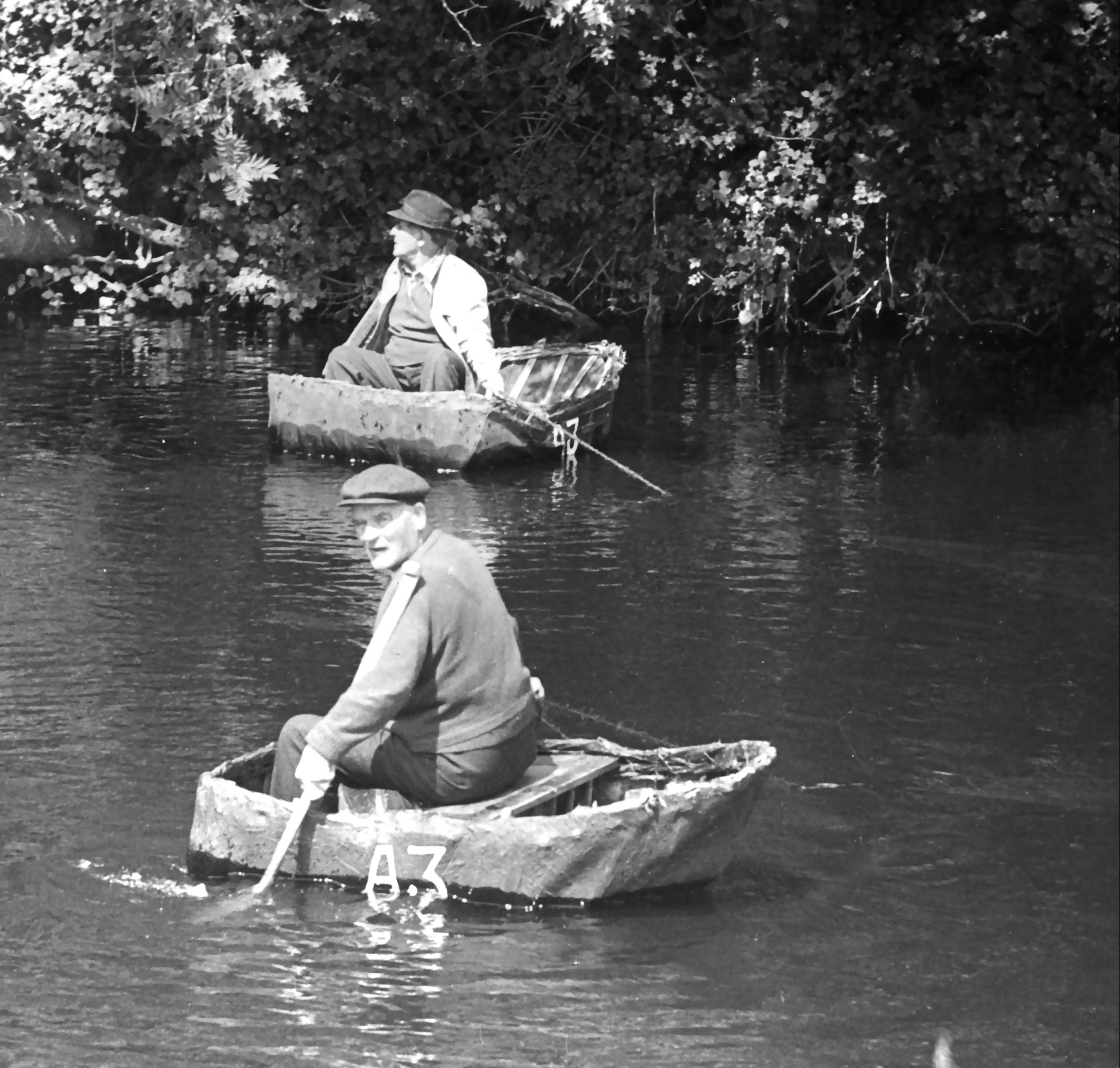
Połów ryb z korakli; sfotografowani w 1972 roku John i Will Davies byli ostatnimi zawodowymi rybakami używającymi korakli na rzece Teifi

Korakl (ang. coracle z walijskiego corwg-l; por. gaelic curach – łódź) – rodzaj małej, jednoosobowej łodzi o konstrukcji plecionej z drewnianych listew i pokrytej impregnowanym materiałem, tradycyjnie używanej na rzekach Walii.

## Opis
Korakl ma kształt pudełkowaty, owalny lub niemal okrągły, jak połówka skorupki orzecha. Konstruuje się go splatając cienkie listwy drewniane jak kosz, mocując je do okrężnicy; łódź nie posiada kilu. Tradycyjnym pokryciem były skóry zwierzęce (zazwyczaj bydlęce lub końskie), współczesnym – tkanina, w obydwu przypadkach impregnowane dla wodoszczelności, zazwyczaj smołą. Używa się także korakli z włókna szklanego. 
Lekka konstrukcja łodzi umożliwia przenoszenia jej na plecach. Napędza się ją jednym wiosłem, siedząc przodem do kierunku ruchu i wiosłując „w ósemkę”. Łódź jest łatwa w manewrowaniu, choć niezbyt stabilna. Kształt wiosła, przypominającego łopatkę, kształt samej łodzi, oraz materiały do konstrukcji były tradycyjne i zależały od miejsca budowy. Przykładowo, korakle z Towy budowano z jesionu i leszczyny, a z Taff – z jabłoni i leszczyny. Budowa korakli jest zanikającą sztuką – w 1998 roku było tylko pięciu konstruktorów tych łodzi w Wielkiej Brytanii. 
Korakli używano przede wszystkim do połowu ryb, zapuszczając sieć rybacką między parą łodzi i powoli dryfując z prądem rzeki; typowa sieć miała około sześciu metrów długości i ponad metr głębokości. Po złapaniu ryby, zbliżano łodzie, wyciągano sieć i wybierano zdobycz głusząc ją drewnianym tłuczkiem zwanym „księdzem”. 
Łodzie typu korakl mogą należeć do najstarszych rodzajów łodzi w ogóle konstruowanych przez człowieka, ale ze względu na swą lekką budowę nie miały szans przetrwać na stanowiskach archeologicznych (w odróżnieniu od masywnych dłubanek). Na Wyspach Brytyjskich korakli używano prawdopodobnie od czasów prehistorycznych; opisał je Gajusz Juliusz Cezar, który spotkał je na Wyspach Brytyjskich i później wykorzystał w swojej kampanii na Półwyspie Iberyjskim. W Szkocji zanikły w ciągu ostatnich 200 lat, w Irlandii w latach 40. XX wieku. W Anglii korakle były niegdyś powszechnie używane na Severnie – wzdłuż rzeki wykorzystywano co najmniej cztery różne odmiany tych łodzi. Zakaz łowienia ryb siecią doprowadził do ich zaniku w latach 30. XX wieku. W Walii, na rzece Dee używano dwóch typów prostokątnych korakli, także dwuosobowych; zanikły w latach 60. XX wieku. Na trzech rzekach: Teifi, Towy i Taff wciąż dozwolone jest tradycyjne łowienie siecią (z odpowiednim pozwoleniem). 
Łodzi o podobnej konstrukcji używa się także w Wietnamie, Indiach (parisal), Tybecie (kodru) i Iraku (guffa). Były też wykorzystywane przez Indian północnoamerykańskich.
Na koraklu (w polskim tłumaczeniu „czółno”) odpłynął na wschód Ryczypisk, jeden z bohaterów Podróży „Wędrowca do Świtu” C.S. Lewisa. W powieści Wyspa skarbów R.L. Stevensona Ben Gunn, samotny rozbitek, też miał skonstruować sobie korakl, użyty później przez Jima Hawkinsa.